# مادیپولا سینهالاباگه
مادیپولا سینهالاباگه (به لاتین: Madipola Sinhalabage) یک منطقهٔ مسکونی در سری‌لانکا است که در استان جنوبی (سری‌لانکا) واقع شده‌است.